# ハンク (犬)
イヌのハンク（Hank the Dog）または球場犬ハンク（Hank the Ballpark Pup, Ballpark Pup Hank、? - 2024年9月12日）は、アメリカ合衆国で有名になったイヌ。2014年2月に保護され、野球のメジャーリーグベースボールにおいて、ミルウォーキー・ブルワーズのマスコット的存在となった。犬種はビション・フリーゼの雑種とみられ、名前は球団OBのハンク・アーロンに由来する。

## 経歴
ブルワーズは2014年シーズンへ向け、アリゾナ州フェニックスのメリーベイル・ベースボール・パークを拠点にスプリングトレーニングを行うことにしていた。投手と捕手が集合するトレーニング開始日は2月17日だった。その日、施設に子犬が迷い込んでいるのを警備担当者が見つけ、三塁コーチでイヌ好きのエド・シーダーが食事を与えた。獣医へ連れて行ったところ、子犬は尾を怪我していて、右後脚にもなにかに轢かれた跡とみられるものが見つかった。また、歯が2本欠けていた。球団は元の飼い主が見つかるまでこの子犬を一時的に預かることにし、広告を施設周辺に掲示したが、飼い主は現れなかった。そのため球団はこの子犬をハンクと名づけ、みんなで協力して世話するようになった。シーダーが食事当番として毎朝ソーセージと卵をやり、夜になると球団職員が交代で連れて帰った。ヨバニ・ガヤルドに連れられて練習中のフィールドに入ることもあった。
あるとき、広報担当副社長タイラー・バーンズがハンクの人懐っこさに目をつけ、球団のドッグウェアを着せて撮影した写真をソーシャルメディアに投稿すると、バーンズの予想をはるかに上回る反響があった。球団には、ハンクを引き取りたいという申し出が1000件以上も寄せられた。ビーチバレー選手でオリンピック3大会連続金メダリストのミスティ・メイトレーナーは、Twitterで「スプリングトレーニングが終わったあとにハンクがどうなるのかわからないけど、私はハンクにぴったりのおうちを持ってるわよ」とつぶやいた。NBC『トゥデイ』やABC『グッド・モーニング・アメリカ』といった朝の情報番組でもハンクが取り上げられた。球団最高執行責任者リック・シュレシンガーは「ボブ（球団専属アナウンサーのボブ・ユッカー）はミスター・ベースボール、ミスター・ブルワーズだ。ところが、ハンクがチーム一の人気者の座をボブと争うようになっている」と語った。バーンズがアリゾナにいるあいだ、彼の仕事の半分以上がハンク関連のものになった。
3月14日、球団は「ハンクをブルワーズの一員として正式に受け入れる」と発表した。選手たちがアリゾナに残ってスプリングトレーニングを続けるなか、ハンクは一足先に球団本拠地ウィスコンシン州ミルウォーキーへ向かうことになった。16日、ハンクは球団首脳とともに飛行機でミルウォーキー入りし、ジェネラル・ミッチェル国際空港でミルウォーキー市長トム・バレットやミルウォーキー郡長官クリス・アベルの出迎えを受けた。18日には本拠地球場ミラー・パークでハンクのお披露目会が催され、250人ほどのファンが列をなした。球場売店ではこの日、ハンクTシャツが1日で1000枚以上も売れた。さらにTシャツ以外にもピンズやペナント、ぬいぐるみなどのハンク関連グッズが次々と作られたが、これらの売上金のうち2割がウィスコンシン動物愛護協会に寄付される。シュレシンガーは「我々の目標は、迷子になったり捨てられたりしたペットの問題にもっと光を当てること。これはアリゾナやウィスコンシンだけの問題ではない」と述べている。
3月31日にミラー・パークで行われたレギュラーシーズン開幕戦で、試合前のセレモニーにハンクが登場した。選手紹介と国歌独唱、そして始球式が終わったあと、球団マスコットのバーニー・ブルワーに連れられてフィールドに現れ、ファンからの大歓声を集めた。その後もハンクの人気は衰えていない。2013年シーズンを通して球団で一番多く売れたTシャツはジョナサン・ルクロイのもので8000枚だったが、2014年はまだ6月が終わっていない段階でハンクTシャツが既に12500枚も売れたという。
2024年9月12日に死去。